# 미소코리아
《미소코리아》는 2011년 SBS에서 방송된 여행 프로그램이다.